# 翁衮都喇尔
翁衮都喇尔（?—?），明朝史料称之为汪兀都喇台吉、王文打来。属博尔济吉特氏，是明末东蒙古乌珠穆沁部之祖。
他是达延汗曾孙，兀鲁思孛罗（或图鲁博罗特，存在争议）之孙，博迪第三子。
翁衮都喇尔管理察哈尔万户的乌珠穆沁鄂托克。长子绰克图（伊勒库·巴图尔）是乌珠穆沁左翼旗始祖，次子拜什冰图诺颜，三子拜斯噶勒额尔敦和硕齐，纳延泰伊勒登诺颜，章京达尔罕诺颜，幼子多尔济被清朝封为扎萨克车臣亲王（乌珠穆沁右翼旗）。